# ASASSN-15lh
ASASSN-15lh (designació de supernova SN 2015L) és una supernova superlluminosa detectada per l'observatori Las Campanas el 14 de juny de 2015. L'explosió va tenir lloc en una galàxia distant, a 3800 milions d'anys llum, en el límit entre les constel·lacions australs d'Indi i Tucà. Es tracta del fenomen d'aquest tipus més potent mai registrat, amb una lluminositat màxima 570 000 milions de vegades superior a la del Sol i vint vegades major que la de la Via Làctia.Si hagués tingut lloc a una distància equivalent a la de Sírius, a 8,6 anys llum de la Terra, la seva intensitat hauria bastat per aconseguir una magnitud aparent similar a la del Sol.
Cap de les teories actuals expliquen per complet les causes d'aquesta supernova, que serà visible durant diversos anys. La hipòtesi més acceptada és que l'esdeveniment original va deixar un magnetar de ràpida rotació com a romanent, que aporta energia addicional al gas en expansió fruit de la supernova. En cas de ser confirmada, aquesta teoria implicaria que ASASSN-15lh no és només la major explosió d'aquest tipus mai registrada, sinó que la seva lluminositat s'apropa al màxim possible per a esdeveniments d'aquest tipus.
Després de 10 mesos d'observació del fenomen, un equip internacional liderat per l'Institut Weizmann de Ciències (Israel) i el Dark Cosmology Centre (Dinamarca), ha arribat a la conclusió que l'esdeveniment ha estat causat per l'esquinçada d'una estrella de baixa massa per un forat negre supermassiu que gira a altes velocitats (forat negre de Kerr) en un fenomen denominat "esdeveniment de disrupció de marea".

## Característiques
ASASSN-15lh és una supernova situada en una galàxia a 3800 milions de anys llum de la Terra, a la frontera de les constel·lacions australs d'Indi i Tucà. Les coordenades astronòmiques del fenomen són 22h 02m 15,45s d'ascensió recta i −61° 39′ 34,6″ de declinació. L'explosió va arribar a aconseguir en el seu pic una lluentor 570 000 milions de vegades superior al del Sol, vint vegades més que tota la Via Làctia, cent vegades superior al d'una supernova ordinària i mil vegades menys comuna. Encara que el succés no és observable a simple vista, si hagués tingut lloc a 8,6 anys llum del sistema solar la seva magnitud aparent hauria estat equiparable a la del Sol, des d'una perspectiva terrestre. Els experts coincideixen que romandrà brillant diversos anys més.
L'esdeveniment ha estat categoritzat com una supernova superlluminosa, descobertes a finals del segle xx i la magnitud de la qual supera entre dues i tres vegades a la de les supernoves més comunes, les de tipus Ia. No obstant això, la radiació total emesa per ASASSN-15lh va duplicar a la de qualsevol altre fenomen d'aquesta categoria detectat amb anterioritat. Una altra particularitat d'aquest succés és que, habitualment, les supernoves superlluminoses tenen lloc en galàxies petites amb una taxa elevada de formació estel·lar. Per contra, aquesta es va desenvolupar en una galàxia major que la Via Làctia, les línies de la qual d'emissió d'hidrogen i oxigen apunten una escassa formació d'estrelles.

### Galàxia
La galàxia amfitriona d'ASASSN-15lh és APMUKS (BJ) B215839.70—615403.9. Presenta un desplaçament roent en l'espectre electromagnètic, té una magnitud visual de —25,5, un radi de 7827,75 anys llum i una massa estel·lar de 2×1011 M☉; molt superior als valors de la Via Làctia. Les parts més fortes de l'espectre de la galàxia tenen longituds d'ona al voltant de 1 μm en l'infraroig proper.

## Descobriment
La supernova va ser detectada per primera vegada el 14 de juny de 2015 en l'observatori Las Campanas —per les seves sigles en anglès, All Sky Automated Survey for SuperNovae o «Cens Automatitzat de Supernoves de Cel Complet»—, a Cerro Tololo, Xile. L'espectre de l'ASASSN-15lh va ser proporcionat pel Telescopi du Pont a Xile. El Gran Telescopi Sud-africà va ser utilitzat per determinar el desplaçament roent i, per tant, la distància i lluminositat. El telescopi espacial Swift també va contribuir en les observacions. La troballa es va confirmar mitjançant la comparació d'imatges prèvies, del 8 de maig de 2015, amb les obtingudes per aquest i altres telescopis després de la primera observació. El 24 de juliol, l'esdeveniment va adquirir formalment la designació de supernova SN 2015L de la Central Bureau for Astronomical Telegrams. En els mesos posteriors, experts de tot el món van col·laborar de forma conjunta en l'estudi de l'esdeveniment. Les mesures addicionals de l'espectre i la distància a la qual es trobava la font lumínica els va permetre calcular la seva lluminositat, i certificar que es tractava de la supernova més potent mai detectada. Van publicar les seves investigacions el 15 de gener de 2016 en la revista Science.

## Causes
La potència d'ASASSN-15lh invalida les hipòtesis desenvolupades en els últims anys per justificar l'existència de les supernoves superlluminoses. Subo Dong, principal autor de l'estudi i astrònom en l'Institut Kavli d'Astronomia i Astrofísica de la Universitat de Pequín, va declarar que les causes de l'explosió i la seva font d'energia «segueixen sent un misteri perquè totes les teories conegudes troben greus desafiaments per explicar la immensa quantitat d'energia que ASASSN-15lh ha irradiat».
Una de les causes proposades justifica l'esdeveniment com una supernova inicial que va deixar com a romanent una estrella de neutrons de ràpida rotació i forts camps magnètics —un magnetar. A mesura que va perdre velocitat va anar expulsant vents altament magnetitzats que van escalfar el gas en expansió fruit de la supernova i van incrementar la intensitat de la lluentor. No obstant això, per aconseguir una lluminositat tan elevada, la seva rotació hauria d'haver estat de mil revolucions per segon, i els camps magnètics generats entre deu i cent bilions de vegades més intensos que els de la Terra. Aquestes xifres es troben molt per sobre del límit superior admès pel model. Segons Todd Thompson, col·laborador en l'estudi i professor en el departament d'astronomia de la Universitat Estatal d'Ohio, aquest argument seria improbable però possible, encara que implicaria que ASASSN-15lh es trobés entre les majors supernoves que poden existir.
Una altra de les explicacions suggerides pels investigadors és que ASASSN-15lh sigui una hipernova ocasionada pel col·lapse d'una estrella —una hipergegant blava— amb una massa centenars de vegades superior a la del Sol que ha arribat al final de la seqüència principal. En aquest cas, hauria creat immenses quantitats de metalls pesants i radioactius que serien fàcilment detectables pels experts en un futur proper. De la mateixa manera, també seria possible que el material expulsat en la supernova hagués copejat una capa externa de gas i creat una ona de xoc, però l'absència d'hidrogen i heli —components més probables del núvol— sembla descartar aquesta possibilitat. Una altra explicació, menys probable, és que sigui el resultat del col·lapse d'una estrella de Wolf-Rayet propera al forat negre supermassiu del centre de la galàxia.